# Gran Premio motociclistico d'Olanda 1992
Il Gran Premio motociclistico d'Olanda 1992 fu l'ottavo appuntamento del motomondiale 1992; si è trattato della 62ª edizione del Gran Premio motociclistico d'Olanda, 44ª valida per il motomondiale dalla sua istituzione nel 1949.
Si svolse sabato 27 giugno 1992 sul circuito di Assen e corsero tutte le classi oltre ai sidecar. I vincitori furono Àlex Crivillé in classe 500, Pierfrancesco Chili in classe 250 e Ezio Gianola in classe 125; tra i sidecar si è imposto l'equipaggio Rolf Biland/Kurt Waltisperg.

## Classe 500

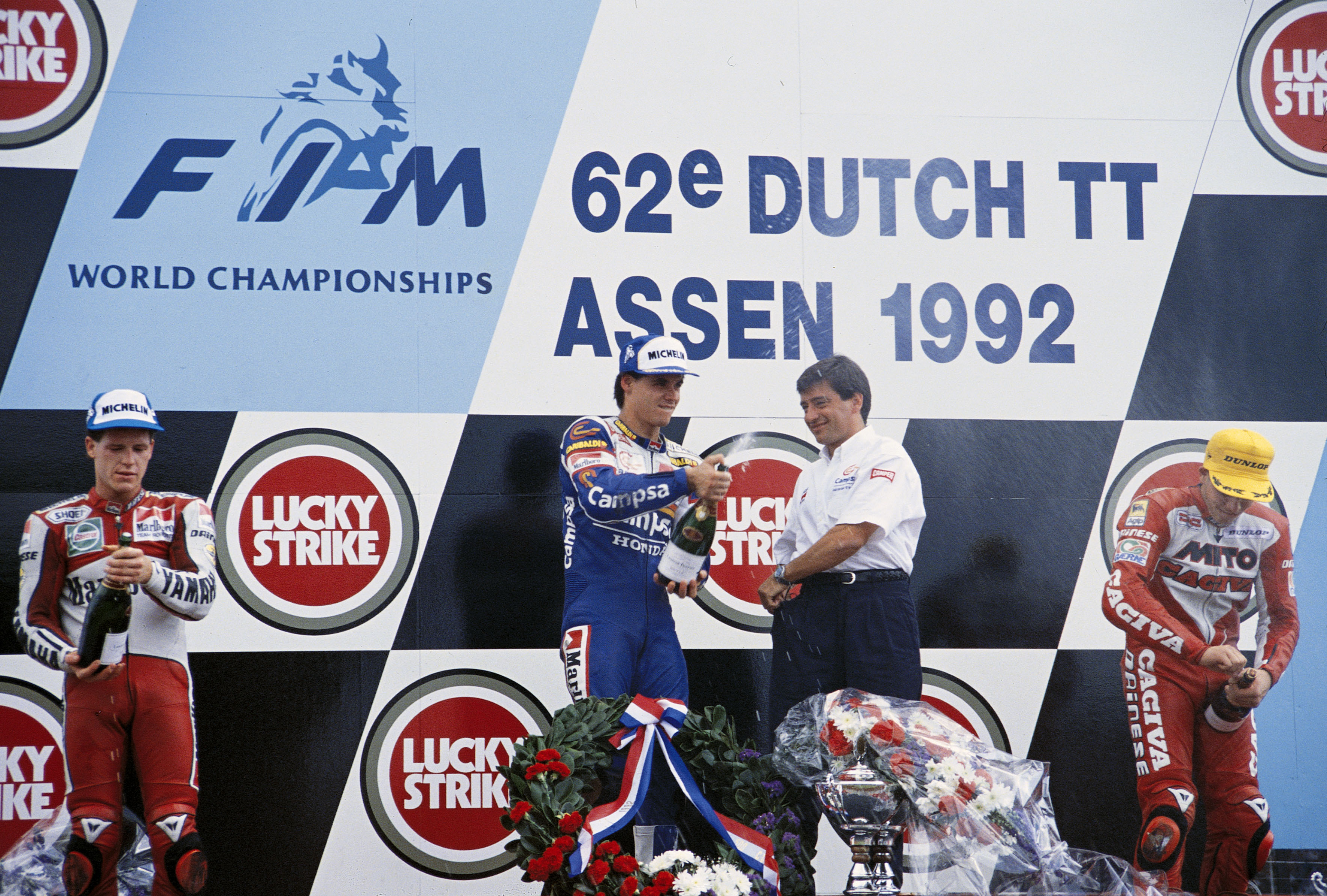
Kocinski (secondo), Crivillé (primo), Sito Pons (proprietario dell'omonima squadra) e Barros, sul palco di premiazione del podio al termine della gara della classe 500

Prima vittoria nella classe 500 per lo spagnolo Àlex Crivillé, cosa che rappresentò anche la prima vittoria in assoluto per un pilota iberico in questa specifica classe, davanti allo statunitense John Kocinski e al brasiliano Alex Barros. Nessuna modifica in testa alla classifica provvisoria del campionato, dato che per vari motivi non hanno ottenuto punti i piloti che la capeggiano: l'australiano Michael Doohan è stato coinvolto in una caduta durante le prove nella quale ha riportato gravi ferite alle gambe con rischio di amputazione. Pur essendo rientrato quel rischio, le conseguenze saranno un lungo periodo di riabilitazione che lo terrà lontano dalle gare per diversi gran premi. Il secondo pilota in classifica, lo statunitense Kevin Schwantz, è stato costretto al ritiro in gara mentre era in lotta per la vittoria, dopo uno spettacolare incidente con Lawson; mentre il terzo, Wayne Rainey, non era neppure presente a causa delle ferite riportate durante la gara precedente.

### Arrivati al traguardo
| Pos. | Nº | Pilota               | Squadra                   | Motocicletta  | Giri | Tempo     | Griglia | Punti |
| ---- | -- | -------------------- | ------------------------- | ------------- | ---- | --------- | ------- | ----- |
| 1º   | 28 | Àlex Crivillé        | Campsa Honda              | Honda         | 20   | 42.00.424 | 8º      | 20    |
| 2º   | 4  | John Kocinski        | Marlboro Team Roberts     | Yamaha        | 20   | +0.762    | 4º      | 15    |
| 3º   | 12 | Alex Barros          | Cagiva Team Agostini      | Cagiva        | 20   | +0.793    | 10º     | 12    |
| 4º   | 6  | Juan Garriga         | Ducados Yamaha            | Yamaha        | 20   | +2.254    | 7º      | 10    |
| 5º   | 8  | Randy Mamola         | Budweiser Team            | Yamaha        | 20   | +34.006   | 9º      | 8     |
| 6º   | 17 | Miguel Duhamel       | Yamaha Motor France Banco | Yamaha        | 20   | +39.944   | 14º     | 6     |
| 7º   | 19 | Niall Mackenzie      | Yamaha Motor France Banco | Yamaha        | 20   | +40.415   | 11º     | 4     |
| 8º   | 33 | Corrado Catalano     | KCS International         | ROC Yamaha    | 20   | +43.589   | 12º     | 3     |
| 9º   | 11 | Eddie Laycock        | Millar Racing             | Yamaha        | 20   | +44.048   | 13º     | 2     |
| 10º  | 26 | Kevin Mitchell       | MBM Racing                | Harris Yamaha | 20   | +1'00.115 | 18º     | 1     |
| 11º  | 18 | Michael Rudroff      | Rallye Sport              | Harris Yamaha | 20   | +1'21.785 | 16º     |       |
| 12º  | 15 | Cees Doorakkers      | HEK Racing                | Harris Yamaha | 20   | +1'27.838 | 19º     |       |
| 13º  | 32 | Toshiyuki Arakaki    |                           | ROC Yamaha    | 20   | +1'33.764 | 15º     |       |
| 14º  | 22 | Simon Buckmaster     | Padgett's Motorcycles     | Harris Yamaha | 20   | +1'33.999 | 23º     |       |
| 15º  | 31 | Thierry Crine        | Ville de Paris            | ROC Yamaha    | 20   | +1'34.265 | 20º     |       |
| 16º  | 27 | Serge David          |                           | ROC Yamaha    | 20   | +1'57.647 | 22º     |       |
| 17º  | 23 | Nicholas Schmassmann |                           | ROC Yamaha    | 20   | +2'03.953 | 25º     |       |
| 18º  | 16 | Marco Papa           | Librenti Corse            | Librenti      | 20   | +2'17.150 | 26º     |       |
| 19º  | 30 | Peter Graves         | Peter Graves Racing       | Harris Yamaha | 19   | +1 giro   | 27º     |       |
| 20º  | 24 | Lucio Pedercini      | Paton Grand Prix          | Paton         | 19   | +1 giro   | 28º     |       |
| 21º  | 25 | Josef Doppler        |                           | ROC Yamaha    | 15   | +5 giri   | 29º     |       |

### Ritirati
| Nº | Pilota           | Squadra              | Motocicletta | Giri | Griglia |
| -- | ---------------- | -------------------- | ------------ | ---- | ------- |
| 36 | Claude Arciero   | Arciero Racing       | ROC Yamaha   | 7    | 30º     |
| 7  | Eddie Lawson     | Cagiva Team Agostini | Cagiva       | 6    | 1º      |
| 14 | Dominique Sarron | ROC Banco            | ROC Yamaha   | 6    | 24º     |
| 34 | Kevin Schwantz   | Lucky Strike Suzuki  | Suzuki       | 6    | 5º      |
| 10 | Doug Chandler    | Lucky Strike Suzuki  | Suzuki       | 2    | 6º      |
| 29 | Andreas Leuthe   | VRP Racing           | VRP          | 2    | 31º     |

### Non partiti
| Nº | Pilota           | Squadra                 | Motocicletta | Griglia |
| -- | ---------------- | ----------------------- | ------------ | ------- |
| 2  | Michael Doohan   | Rothmans Honda          | Honda        | 2º      |
| 5  | Wayne Gardner    | Rothmans Kanemoto Honda | Honda        | 3º      |
| 21 | Peter Goddard    | Valvoline Team WCM      | ROC Yamaha   | 17º     |
| 37 | Juan López Mella | Nivea For Men Team      | ROC Yamaha   | 21º     |

## Classe 250
Nella quarto di litro il podio è stato occupato totalmente da piloti italiani: si è imposto Pierfrancesco Chili davanti a Luca Cadalora e Loris Reggiani; sono sempre gli stessi tre piloti che capeggiano anche la classifica provvisoria, con Cadalora che precede Reggiani di 52 punti e Chili di 62.

### Arrivati al traguardo
| Pos. | Nº | Pilota                   | Motocicletta | Giri | Tempo     | Griglia | Punti |
| ---- | -- | ------------------------ | ------------ | ---- | --------- | ------- | ----- |
| 1º   | 7  | Pierfrancesco Chili      | Aprilia      | 18   | 38.52.184 | 2º      | 20    |
| 2º   | 1  | Luca Cadalora            | Honda        | 18   | +6.674    | 4º      | 15    |
| 3º   | 13 | Loris Reggiani           | Aprilia      | 18   | +14.758   | 5º      | 12    |
| 4º   | 16 | Alberto Puig             | Aprilia      | 18   | +17.552   | 7º      | 10    |
| 5º   | 5  | Masahiro Shimizu         | Honda        | 18   | +18.004   | 12º     | 8     |
| 6º   | 8  | Jochen Schmid            | Yamaha       | 18   | +18.756   | 8º      | 6     |
| 7º   | 2  | Helmut Bradl             | Honda        | 18   | +18.961   | 6º      | 4     |
| 8º   | 6  | Loris Capirossi          | Honda        | 18   | +19.161   | 14º     | 3     |
| 9º   | 14 | Carlos Lavado            | Gilera       | 18   | +31.204   | 13º     | 2     |
| 10º  | 33 | Jurgen van den Goorbergh | Aprilia      | 18   | +46.575   | 20º     | 1     |
| 11º  | 4  | Wilco Zeelenberg         | Suzuki       | 18   | +46.659   | 15º     |       |
| 12º  | 21 | Bernard Haenggeli        | Aprilia      | 18   | +52.379   | 16º     |       |
| 13º  | 26 | Bernd Kassner            | Aprilia      | 18   | +52.644   | 17º     |       |
| 14º  | 18 | Harald Eckl              | Aprilia      | 18   | +55.605   | 18º     |       |
| 15º  | 34 | Luis d'Antín             | Honda        | 18   | +1'10.422 | 23º     |       |
| 16º  | 32 | Yves Briguet             | Honda        | 18   | +1'10.695 | 31º     |       |
| 17º  | 37 | Frédéric Protat          | Aprilia      | 18   | +1'25.919 | 25º     |       |
| 18º  | 12 | Jean Pierre Jeandat      | Honda        | 18   | +1'31.275 | 28º     |       |
| 19º  | 30 | Adrian Bosshard          | Honda        | 18   | +1'31.284 | 26º     |       |
| 20º  | 25 | Eskil Suter              | Aprilia      | 18   | +1'31.648 | 29º     |       |
| 21º  | 67 | Michele Gallina          | Yamaha       | 18   | +1'40.313 | 32º     |       |
| 22º  | 35 | Erkka Korpiaho           | Aprilia      | 18   | +1'42.795 | 33º     |       |
| 23º  | 20 | Renzo Colleoni           | Yamaha       | 18   | +1'51.090 | 27º     |       |
| 24º  | 70 | Fokko Kuiper             | Honda        | 17   | +1 giro   | 34º     |       |
| 25º  | 19 | Katsuyoshi Kozono        | Honda        | 12   | +6 giri   | 22º     |       |

### Ritirati
| Nº | Pilota                    | Motocicletta | Giri | Griglia |
| -- | ------------------------- | ------------ | ---- | ------- |
| 10 | Paolo Casoli              | Yamaha       | 17   | 21º     |
| 36 | Patrick van den Goorbergh | Aprilia      | 13   | 19º     |
| 71 | Johnnie Boerman           | Honda        | 13   | 36º     |
| 31 | Bernard Cazade            | Honda        | 10   | 35º     |
| 15 | Doriano Romboni           | Honda        | 9    | 11º     |
| 9  | Jean-Philippe Ruggia      | Gilera       | 8    | 10º     |
| 24 | Adi Stadler               | Honda        | 7    | 30º     |
| 29 | Max Biaggi                | Aprilia      | 6    | 1º      |
| 17 | Stefan Prein              | Honda        | 2    | 24º     |
| 28 | Herri Torrontegui         | Suzuki       | 1    | 9º      |
| 11 | Andreas Preining          | Aprilia      | 0    | 3º      |

## Classe 125
Come nella classe superiore, anche il podio della 125 è stato interamente italiano: in questo caso si è imposto Ezio Gianola davanti a Fausto Gresini e Alessandro Gramigni. Nella classifica generale il primo posto rimane al tedesco Ralf Waldmann davanti a Gianola e Gresini, con i tre piloti raccolti in 10 punti.

### Arrivati al traguardo
| Pos. | Nº | Pilota              | Motocicletta | Tempo     | Griglia | Punti |
| ---- | -- | ------------------- | ------------ | --------- | ------- | ----- |
| 1º   | 16 | Ezio Gianola        | Honda        | 39.14.559 | 1º      | 20    |
| 2º   | 2  | Fausto Gresini      | Honda        | +0.677    | 2º      | 15    |
| 3º   | 39 | Alessandro Gramigni | Aprilia      | +0.745    | 3º      | 12    |
| 4º   | 4  | Gabriele Debbia     | Honda        | +0.989    | 7º      | 10    |
| 5º   | 6  | Jorge Martínez      | Honda        | +26.295   | 8º      | 8     |
| 6º   | 13 | Kazuto Sakata       | Honda        | +27.057   | 6º      | 6     |
| 7º   | 32 | Takao Shimizu       | Honda        | +30.823   | 11º     | 4     |
| 8º   | 31 | Carlos Giró         | Aprilia      | +34.862   | 10º     | 3     |
| 9º   | 3  | Ralf Waldmann       | Honda        | +42.065   | 5º      | 2     |
| 10º  | 15 | Bruno Casanova      | Aprilia      | +43.189   | 4º      | 1     |
| 11º  | 9  | Peter Öttl          | Rotax        | +51.399   | 17º     |       |
| 12º  | 22 | Oliver Petrucciani  | Honda        | +52.762   | 15º     |       |
| 13º  | 35 | Loek Bodelier       | Honda        | +53.970   | 13º     |       |
| 14º  | 19 | Hisashi Unemoto     | Honda        | +54.771   | 32º     |       |
| 15º  | 40 | Maik Stief          | Aprilia      | +54.977   | 21º     |       |
| 16º  | 30 | Arie Molenaar       | Aprilia      | +1'00.071 | 19º     |       |
| 17º  | 27 | Julián Miralles     | Honda        | +1'01.964 | 18º     |       |
| 18º  | 71 | Hans Koopman        | Honda        | +1'02.955 | 25º     |       |
| 19º  | 23 | Manuel Hernández    | Aprilia      | +1'12.479 | 23º     |       |
| 20º  | 14 | Hans Spaan          | Aprilia      | +1'30.579 | 20º     |       |
| 21º  | 28 | Alfred Waibel       | Honda        | +1'32.911 | 26º     |       |
| 22º  | 70 | Jos van Dongen      | Honda        | +1'33.165 | 30º     |       |
| 23º  | 25 | Giuseppe Fiorillo   | Yamaha       | +1'33.837 | 35º     |       |
| 24º  | 29 | Hubert Abold        | Honda        | +1'34.735 | 33º     |       |
| 25º  | 21 | Robin Appleyard     | Honda        | +1'35.027 | 36º     |       |
| 26º  | 41 | Luis Alvaro         | JJ Cobas     | +2'09.231 | 14º     |       |

### Ritirati
| Nº | Pilota            | Motocicletta | Griglia |
| -- | ----------------- | ------------ | ------- |
|    | Garry McCoy       | Rotax        | 27º     |
| 11 | Heinz Lüthi       | Honda        | 28º     |
| 36 | Steve Patrickson  | Honda        | 34º     |
| 26 | Fausto Ricci      | Yamaha       | 38º     |
|    | Antonio Sánchez   | Honda        | 31º     |
| 20 | Kin'ya Wada       | Honda        | 16º     |
| 34 | Alain Bronec      | Honda        | 24º     |
| 38 | Peter Galvin      | Honda        | 37º     |
| 33 | Giovanni Palmieri | Gazzaniga    | 29º     |
| 18 | Maurizio Vitali   | Gazzaniga    | 12º     |
| 10 | Nobuyuki Wakai    | Honda        | 9º      |

### Non partito
| Pilota       | Motocicletta | Griglia |
| ------------ | ------------ | ------- |
| Dirk Raudies | Honda        | 22      |

## Classe sidecar
Prima vittoria stagionale per l'equipaggio Rolf Biland-Kurt Waltisperg, che in gara distanzia tutti i concorrenti. Salgono sul podio anche Steve Webster-Gavin Simmons e Klaus Klaffenböck-Christian Parzer; quarto posto per Egbert Streuer-Peter Brown che rimontano dopo una brutta partenza.
In classifica Webster rimane in testa con 55 punti, davanti a Klaffenböck a 42 e a Biland a 23.

### Arrivati al traguardo (posizioni a punti)[5]
| Pos. | Pilota             | Passeggero       | Sidecar     | Tempo     | Punti |
| ---- | ------------------ | ---------------- | ----------- | --------- | ----- |
| 1º   | Rolf Biland        | Kurt Waltisperg  | LCR-Krauser | 37'20"486 | 20    |
| 2º   | Steve Webster      | Gavin Simmons    | LCR-ADM     | +15"687   | 15    |
| 3º   | Klaus Klaffenböck  | Christian Parzer | LCR-ADM     | +35"173   | 12    |
| 4º   | Egbert Streuer     | Peter Brown      | LCR-Stredor | +40"801   | 10    |
| 5º   | Ralph Bohnhorst    | Bruno Hiller     | LCR-BRM 405 | +1'02"083 | 8     |
| 6º   | Paul Güdel         | Charly Güdel     | LCR-Yamaha  | +1'03"595 | 6     |
| 7º   | Steve Abbott       | Shaun Smith      | LCR-Krauser |           | 4     |
| 8º   | Markus Egloff      | Urs Egloff       | LCR-Yamaha  |           | 3     |
| 9º   | Barry Brindley     | Scott Whiteside  | LCR-Yamaha  |           | 2     |
| 10º  | Yoshisada Kumagaya | Brian Houghton   | LCR-Krauser |           | 1     |